# Sotacoro

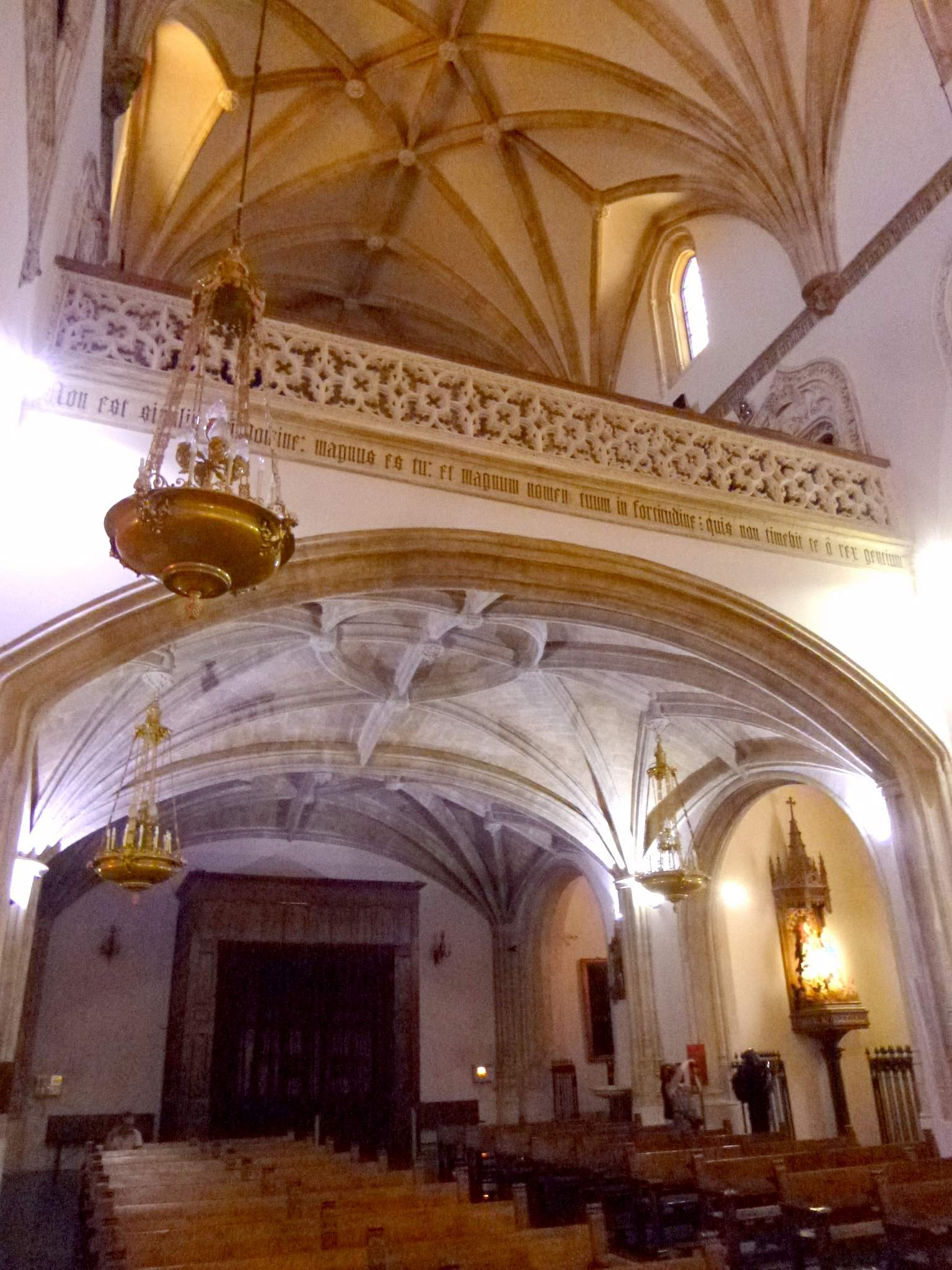
Sotacoro debajo del coro alto en la Iglesia de san Jerónimo el Real, Madrid.

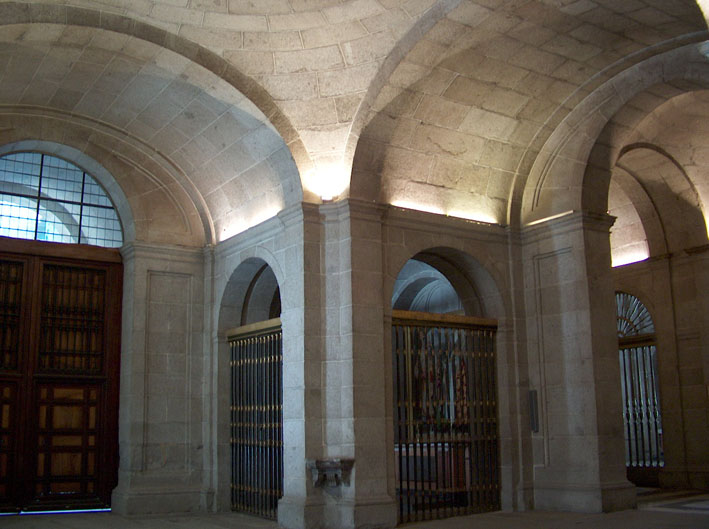
Sotacoro y templo pequeño a los pies de la Basílica de El Escorial. Comunidad de Madrid.

Un sotacoro o bajocoro (de sota-, del latín subtus, "debajo" y coro), lugar o espacio techado que se encuentra debajo del coro de una iglesia o santuario.
Suele situarse a los pies de la iglesia, en la zona del nártex, debajo del coro alto, sostenido generalmente por una bóveda baída que apea en uno o más pilares.

## Algunos ejemplos
Existen varias soluciones de diseño para la bóveda del sotocoro, entre ellas:
En la Iglesia de san Jerónimo el Real, en Madrid, la bóveda del sotocoro a los pies del templo que sostiene el coro alto está compuesta por dos tramos de crucería estrellada, del gótico isabelino, con terceletes y nervios combados, y en las intersecciones de los nervios, florones y escudos de Castilla y León.
En la Basílica de El Escorial, la solución dada por el arquitecto Juan de Herrera, por necesidades de espacio en altura, en el sotacoro, fue diseñar una bóveda plana de planta circular, consiguiendo con un espesor de apenas 24 centímetros soportar el coro, empleando un arco adintelado. No existe constancia de que se hubiera ejecutado este tipo de solución estructural antes de Herrera.